# وادی ملیز
وادی ملیز (به عربی: وادی ملیز) یک منطقهٔ مسکونی در تونس است که در استان جندوبه واقع شده‌است. وادی ملیز ۲٬۴۱۷ نفر جمعیت دارد.